# アナドル大学
アナドル大学（トルコ語: Anadolu Üniversitesi）は、トルコのエスキシェヒールにある公立大学である。約24,000人の通学学生に加え、150万人（2010年現在、同大学の公式サイトによる）を超える遠隔教育学生がおり、世界のマンモス遠隔大学のひとつに数えられる。

## 歴史
アナドル大学は1982年、エスキシェヒールにあった4つの高等教育機関、経済商学アカデミー (Academy of Economics and Commercial Sciences)、建築工学アカデミー (State Academy of Architectural and Engineering)、教育学院 (Institute of Education)、および旧アナドル大学（医学大学校）を統合して設立された。この中でもっとも古い経済商学アカデミーの設立が1958年であったため、この年を現行大学の設立年と定めている。

## キャンパス

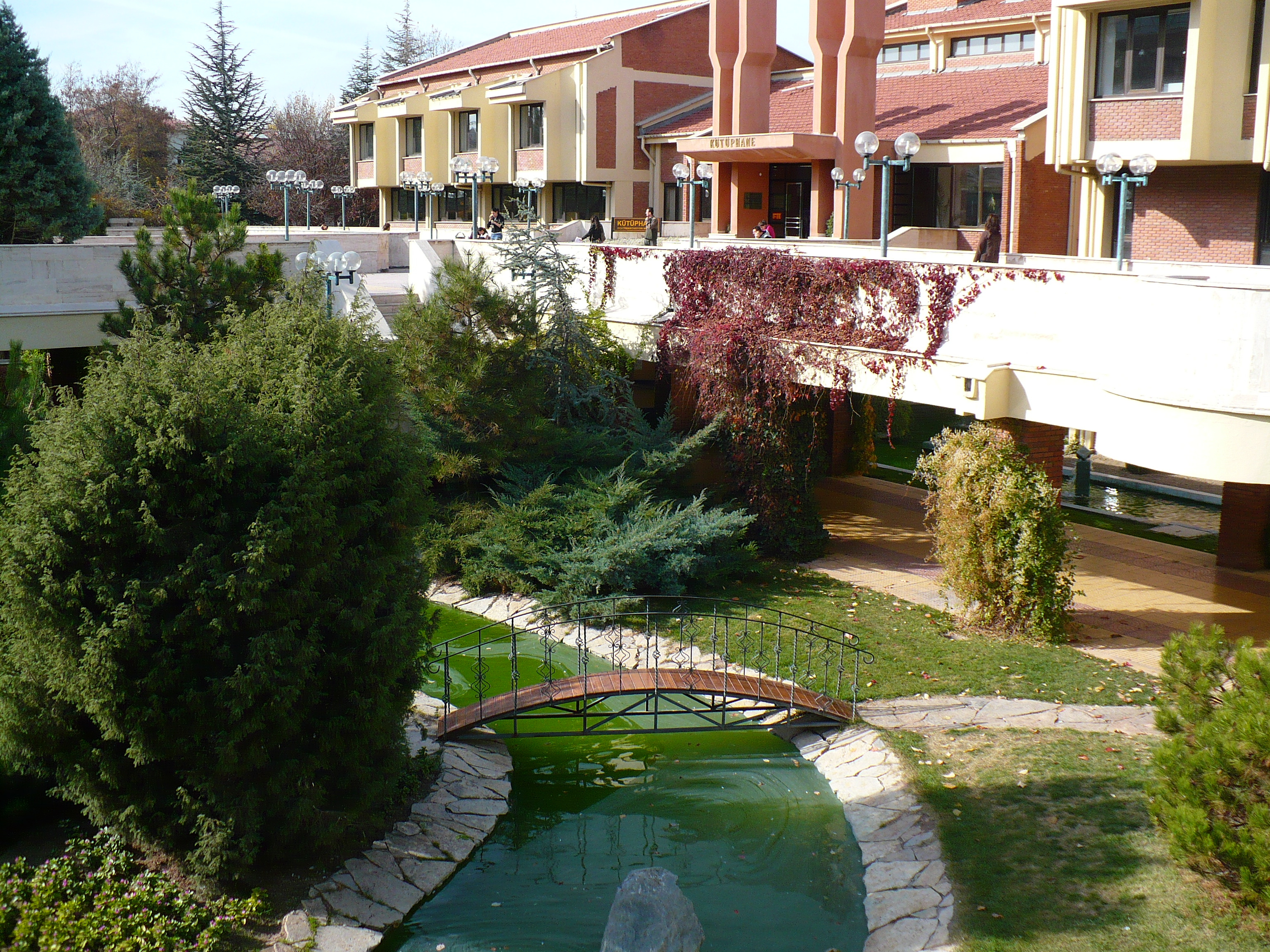
アナドル大学図書館

アナドル大学の公開大学部を含む学部とその校舎のほとんどはエスキシェヒールの中心部に位置する Yunesemre キャンパスに置かれている。学生寮とアナドル大学病院、主要な大学事務棟も同キャンパス内にある。
Ikieylul キャンパスはエスキシェヒール市中心部の外郭にあり、体育スポーツ専門課程と工学・建築学部、それにアナドル大学飛行場を持つ民間航空専門課程が設置されている。
アナドル大学はこれらのキャンパスとは別に、エスキシェヒールには Porsuk 職業訓練学校が、またビレジクにも Bilecik 職業訓練学校、Bozüyük 職業訓練学校を開設している。
遠隔教育を受ける学生向けには、トルコの全国各地に88の事務センターまたはオフィスが置かれており、学習カウンセリングや夜間講座を提供している。

## 公開大学
アナドル大学は1981年の高等教育法に基づき、国の遠隔教育機関に指定されている。同大学では1982年の統合設立以来、遠隔教育に注力しており、地方在住の国民や、時間その他の制約によって通常の学校に通えない人々に対する教育機会を提供することを目的に掲げている。アナドル大学の取り組みはおおむね順調に推移しており、1982-1983年には30,000人以下であった学生数が2005-2006年には87万人に達し、現在では北キプロス・トルコ共和国やEU各国からでも利用可能となっている。
遠隔教育では学士を取得できる4年制の経済学や商学コースのほか、19分野の2年制コースが用意されている。アナドル大学はトルコ文部省より就学前の幼児・児童および英語指導者に対する教育機関としても指定されており、これらの遠隔教育コースも提供している。。ただし、英語指導者には、2年間の対面教育による履修も義務づけられている。
遠隔教育コースは、録画、録音によるテレビ放送とラジオ放送に加え、ビデオ会議システムやインターネットを利用したさまざまな方法で提供されている。学生はトルコ全国に配置されているアナドル大学の遠隔センターで学習カウンセリングやオプションの夜間講座を受けることもできるようになっている。

## 学部と専門課程

### 学部
- 公開講座
- 薬学部
- 人間学部
- 教育学部
- 理学部
- 美術工芸学部
- 法学部
- 経済、社会科学部
- 経済学部
- 通信科学部
- 商学部
- 工学・建築学部

### 専門課程
- 体育スポーツ専門課程
- 音楽演劇専門課程
- 産業デザイン専門課程
- 障がい者専門課程
- 民間航空専門課程
- 観光ホテル経営専門課程
- 外国語専門課程

## 卒業生
- w:Şaziye İvegin
- w:Nurgül Yeşilçay
- w:Beyazıt Öztürk